# Donker Mag
Albums de Die Antwoord
Tension
(2012) Mount Ninji and Da Nice Time Kid
(2016)
Singles
1. Cookie Thumper!
Sortie : 18 juin 2013
2. Pitbull Terrier
Sortie : 20 mai 2014
3. Ugly Boy
Sortie : 4 novembre 2014

Donker Mag est le troisième album studio du groupe de musique hip-hop et rave sud-africain Die Antwoord. Il est sorti le 3 juin 2014 sous le label Zef Records.

## Singles
Le premier single issu de l’album, Cookie Thumper!, a été publié le 18 juin 2013. Un clip vidéo pour le second single, Pitbull Terrier, avait été dévoilé le 20 mai 2014,,. Le 4 novembre 2014, le groupe sort le clip vidéo de Ugly Boy.  Nombreuses célébrités passent dans le clip : Marilyn Manson, Richard D. James (dit Aphex Twin, Il est intéressant de noter que la chanson Ugly Boy est basé sur un sample de la chanson Ageispolis), le bassiste de Red Hot Chili Peppers Flea, Jack Black, Dita von Teese ainsi que Cara Delevingne

## Liste des pistes
| No  | Titre                             | Durée |
| --- | --------------------------------- | ----- |
| 1.  | Don't Fuk Me                      | 0:28  |
| 2.  | Ugly Boy                          | 3:33  |
| 3.  | Happy Go Sucky Fucky              | 4:11  |
| 4.  | Zars                              | 1:05  |
| 5.  | Raging Zef Boner                  | 3:19  |
| 6.  | Pompie                            | 1:16  |
| 7.  | Cookie Thumper!                   | 3:20  |
| 8.  | Girl I Want 2 Eat U               | 4:04  |
| 9.  | Pitbull Terrier                   | 3:40  |
| 10. | Strunk                            | 4:30  |
| 11. | Do Not Fuk wif da Kid             | 1:03  |
| 12. | Rat Trap 666 (featuring DJ Muggs) | 5:44  |
| 13. | I Don't Dwank                     | 3:25  |
| 14. | Sex                               | 4:36  |
| 15. | Moon Love                         | 2:17  |
| 16. | Donker Mag                        | 3:20  |

## Classement hebdomadaire
| Classement (2014)                        | Meilleure position |
| ---------------------------------------- | ------------------ |
| Allemagne (Media Control AG)             | 95                 |
| Australie (ARIA)                         | 11                 |
| Belgique (Flandre Ultratop)              | 26                 |
| Belgique (Wallonie Ultratop)             | 53                 |
| Canada (Canadian Albums)                 | 15                 |
| États-Unis (Billboard 200)               | 37                 |
| États-Unis (Top Dance/Electronic Albums) | 1                  |
| États-Unis (Top Rap Albums)              | 5                  |
| France (SNEP)                            | 193                |
| Nouvelle-Zélande (RIANZ)                 | 32                 |
| Pays-Bas (Mega Album Top 100)            | 49                 |
| Royaume-Uni (UK Albums Chart)            | 103                |
| Royaume-Uni (R&B Albums)                 | 8                  |
| Suisse (Schweizer Hitparade)             | 71                 |